# Scelte del primo giro nel draft dei Miami Dolphins
I Miami Dolphins iniziarono a giocare nella American Football League (AFL) nel 1966 insieme ai Tampa Bay Buccaneers. Nel primo draft a cui parteciparono, il Draft AFL 1966, scelsero il running back Jim Grabowski dall'Università dell'Illinois. La scelta del primo giro più recente è stata nel 2018 quando hanno chiamato Minkah Fitzpatrick, una safety dall'Università dell'Alabama.

## Le scelte

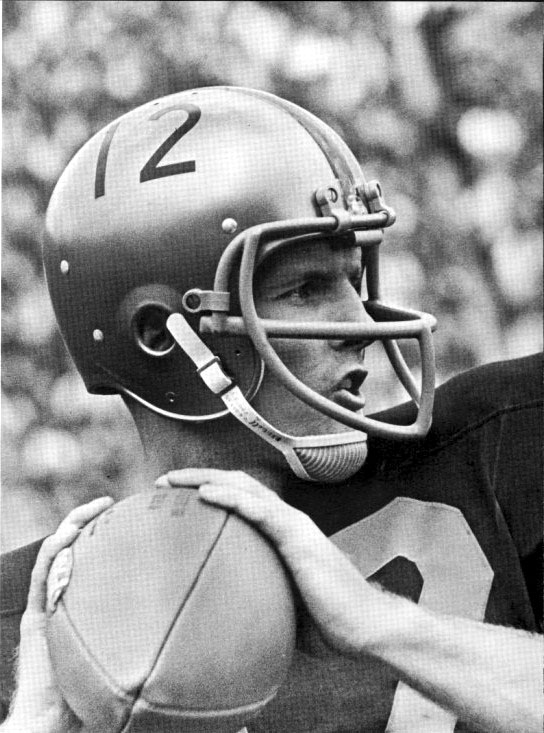
Bob Griese, scelto come 4º assoluto nel Draft 1967

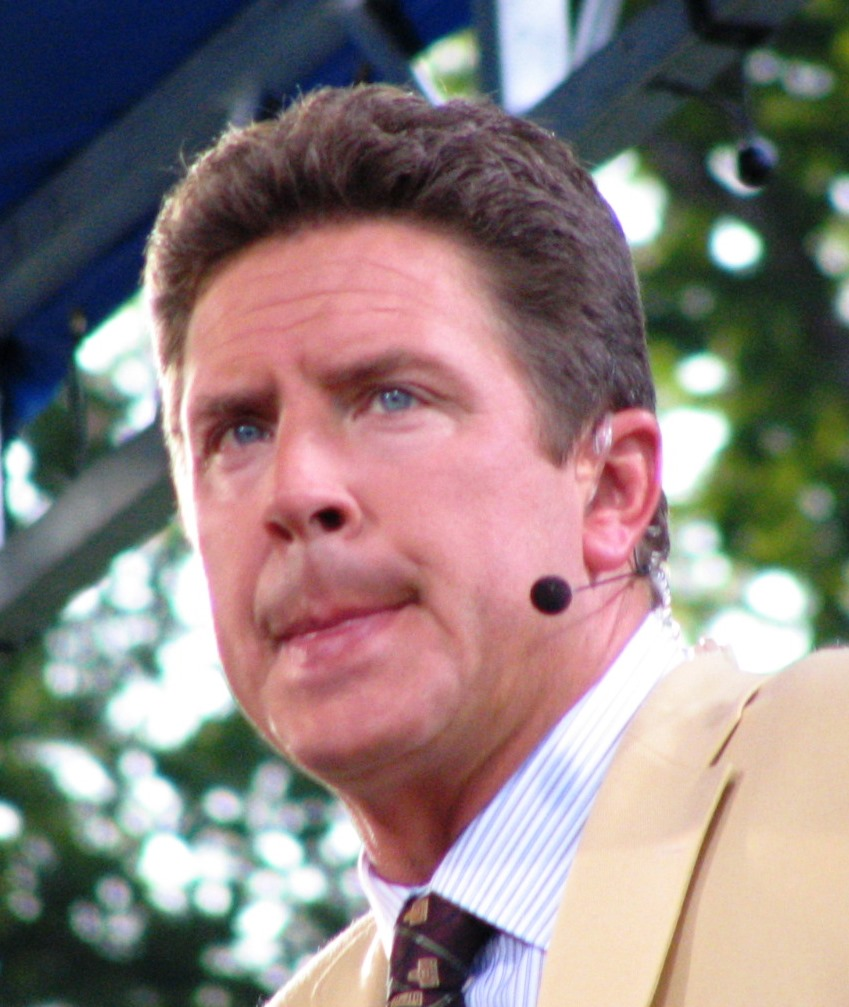
Dan Marino, scelto come 27º assoluto nel Draft 1983

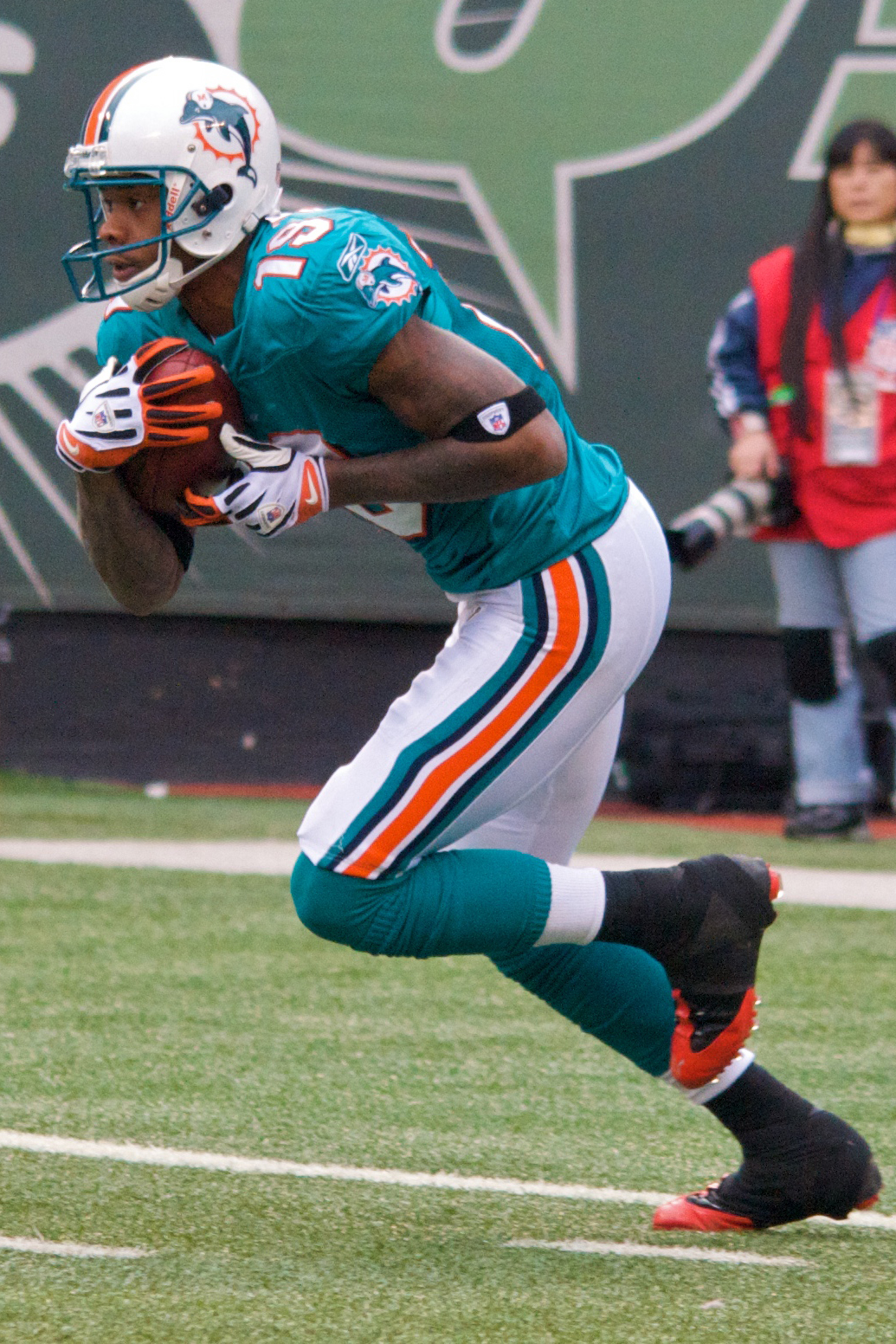
Ted Ginn, scelto come 9º assoluto nel 2007

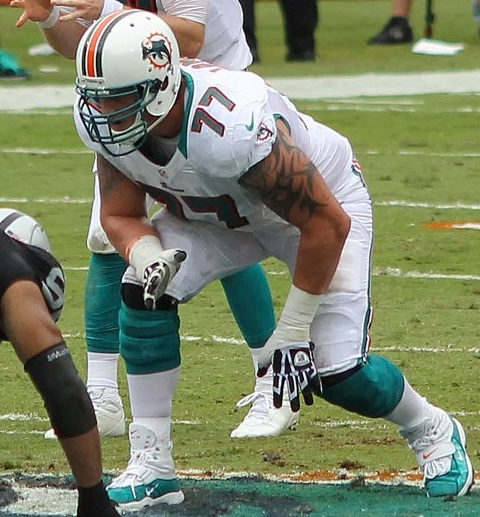
Jake Long, prima scelta assoluta nel 2008

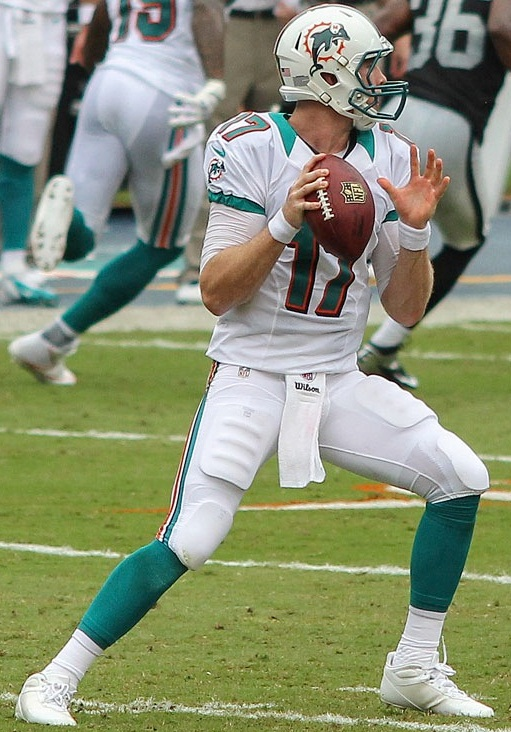
Ryan Tannehill, scelto come 8º assoluto nel Draft 2012

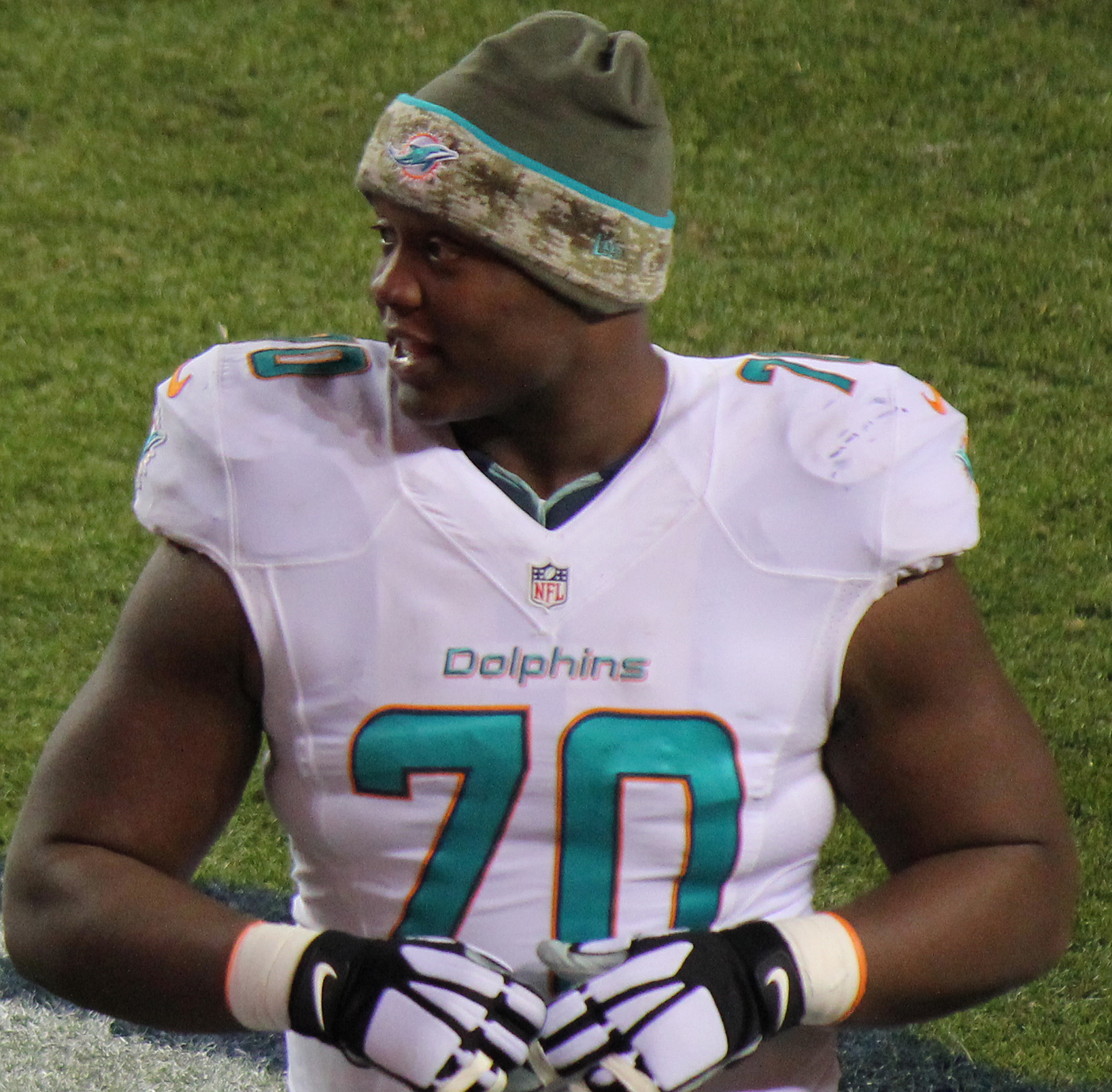
Ja'Wuan James, scelto come 19º assoluto nel Draft 2014

| * | Prima scelta assoluta                   |
| † | Indotto nella Pro Football Hall of Fame |

| Anno | Scelta | Giocatore          | Ruolo            | College         | Note  |
| ---- | ------ | ------------------ | ---------------- | --------------- | ----- |
| 1966 | 1      | Jim Grabowski *    | Running back     | Illinois        |       |
| 1966 | 2      | Rick Norton        | Quarterback      | Kentucky        |       |
| 1967 | 4      | Bob Griese †       | Quarterback      | Purdue          |       |
| 1968 | 8      | Larry Csonka †     | Fullback         | Syracuse        |       |
| 1968 | 27     | Doug Crusan        | Offensive tackle | Indiana         |       |
| 1969 | 11     | Bill Stanfill      | Defensive end    | Georgia         |       |
| 1970 | —      | Nessuna scelta     | —                | —               |       |
| 1971 | —      | Nessuna scelta     | —                | —               |       |
| 1972 | 25     | Mike Kadish        | Defensive tackle | Notre Dame      |       |
| 1973 | —      | Nessuna scelta     | —                | —               |       |
| 1974 | 25     | Don Reese          | Defensive end    | Jackson State   |       |
| 1975 | 23     | Darryl Carlton     | Offensive tackle | Tampa           |       |
| 1976 | 17     | Larry Gordon       | Linebacker       | Arizona State   |       |
| 1976 | 18     | Kim Bokamper       | Linebacker       | San Jose State  |       |
| 1977 | 13     | A.J. Duhe          | Defensive end    | Louisiana State |       |
| 1978 | —      | Nessuna scelta     | —                | —               |       |
| 1979 | 24     | Jon Giesler        | Offensive tackle | Michigan        |       |
| 1980 | 1      | Don McNeal         | Defensive back   | Alabama         |       |
| 1981 | 13     | David Overstreet   | Running back     | Oklahoma        |       |
| 1982 | 24     | Roy Foster         | Guard            | USC             |       |
| 1983 | 27     | Dan Marino †       | Quarterback      | Pittsburgh      |       |
| 1984 | 14     | Jackie Shipp       | Linebacker       | Oklahoma        |       |
| 1985 | 27     | Lorenzo Hampton    | Running back     | Florida         |       |
| 1986 | —      | Nessuna scelta     | —                | —               |       |
| 1987 | 16     | John Bosa          | Defensive end    | Boston College  |       |
| 1988 | 16     | Eric Kumerow       | Defensive end    | Ohio State      |       |
| 1989 | 9      | Sammie Smith       | Running back     | Florida State   |       |
| 1989 | 25     | Louis Oliver       | Safety           | Florida         |       |
| 1990 | 9      | Richmond Webb      | Offensive tackle | Texas A&M       |       |
| 1991 | 23     | Randal Hill        | Wide receiver    | Miami (FL)      |       |
| 1992 | 7      | Troy Vincent       | Defensive back   | Wisconsin       |       |
| 1992 | 12     | Marco Coleman      | Linebacker       | Georgia Tech    |       |
| 1993 | 25     | O.J. McDuffie      | Wide receiver    | Penn State      |       |
| 1994 | 20     | Tim Bowens         | Defensive tackle | Mississippi     |       |
| 1995 | 25     | Billy Milner       | Offensive tackle | Houston         |       |
| 1996 | 20     | Daryl Gardener     | Defensive tackle | Baylor          |       |
| 1997 | 15     | Yatil Green        | Wide receiver    | Miami (FL)      |       |
| 1998 | 29     | John Avery         | Running back     | Mississippi     |       |
| 1999 | —      | Nessuna scelta     | —                | —               |       |
| 2000 | —      | Nessuna scelta     | —                | —               |       |
| 2001 | 26     | Jamar Fletcher     | Defensive back   | Wisconsin       |       |
| 2002 | —      | Nessuna scelta     | —                | —               |       |
| 2003 | —      | Nessuna scelta     | —                | —               |       |
| 2004 | 19     | Vernon Carey       | Offensive tackle | Miami (FL)      |       |
| 2005 | 2      | Ronnie Brown       | Running back     | Auburn          |       |
| 2006 | 16     | Jason Allen        | Defensive back   | Tennessee       |       |
| 2007 | 9      | Ted Ginn Jr.       | Wide receiver    | Ohio State      |       |
| 2008 | 1      | Jake Long *        | Offensive tackle | Michigan        |       |
| 2009 | 25     | Vontae Davis       | Cornerback       | Illinois        |       |
| 2010 | 28     | Jared Odrick       | Defensive tackle | Penn State      |       |
| 2011 | 15     | Mike Pouncey       | Centro           | Florida         |       |
| 2012 | 8      | Ryan Tannehill     | Quarterback      | Texas A&M       |       |
| 2013 | 3      | Dion Jordan        | Defensive End    | Oregon          | [ 2 ] |
| 2014 | 19     | Ja'Wuan James      | Offensive tackle | Tennessee       |       |
| 2015 | 14     | DeVante Parker     | Wide receiver    | Louisville      | [ 3 ] |
| 2016 | 14     | Laremy Tunsil      | Offensive tackle | Ole Miss        |       |
| 2017 | 22     | Charles Harris     | Defensive end    | Missouri        |       |
| 2018 | 11     | Minkah Fitzpatrick | Safety           | Alabama         | [ 4 ] |
| 2019 | 13     | Christian Wilkins  | Defensive tackle | Clemson         |       |
| 2020 | 5      | Tua Tagovailoa     | Quarterback      | Alabama         |       |
| 2020 | 18     | Austin Jackson     | Offensive tackle | USC             |       |
| 2020 | 30     | Noah Igbinoghene   | Cornerback       | Auburn          |       |